# عندما تكون في روما (فلم 2010)
عندما تكون في روما هو فيلم كوميدي تم إنتاجه في الولايات المتحدة وصدر في سنة 2010. من بطولة كريستين بيل وجوش دوهامل وويل آرنيت وداكس شيبرد وداني ديفيتو.

## القصة
بيث شابة طموحة من نيويورك، غير محظوظة نهائيا في الحب، تسافر في رحلة إلى روما، وتحصل على قطع معدنية من نافورة الحب لتقع بعدها في العديد من المشاكل، حتى تنجح في الحب

## الميزانية والإيرادات
حقق إيرادات تقدر بـ 43 مليون دولار.

## وصلات خارجية
- مقالات تستعمل روابط فنية بلا صلة مع ويكي بيانات